# Potentilla rivalis
Potentilla rivalis là loài thực vật có hoa trong họ Hoa hồng. Loài này được Nutt. miêu tả khoa học đầu tiên năm 1840.